# Nova Dmîtrivka, Zolotonoșa
Nova Dmîtrivka (în ucraineană Нова Дмитрівка) este localitatea de reședință a comunei Nova Dmîtrivka din raionul Zolotonoșa, regiunea Cerkasî, Ucraina.

## Demografie
Componența lingvistică a localității Nova Dmîtrivka
     Ucraineană (96,05%)
     Rusă (2,95%)
     Alte limbi (0,17%)
Conform recensământului din 2001, majoritatea populației localității Nova Dmîtrivka era vorbitoare de ucraineană (96,05%), existând în minoritate și vorbitori de rusă (2,95%).